# Malmgreniella
Malmgreniella är ett släkte av ringmaskar som beskrevs av Hartman 1967 em. Pettibone, 1993. Malmgreniella ingår i familjen Polynoidae.

## Dottertaxa tillMalmgreniella, i alfabetisk ordning[1][2]
- Malmgreniella agulhana
- Malmgreniella andreapolis
- Malmgreniella arenicolae
- Malmgreniella bansei
- Malmgreniella baschi
- Malmgreniella berkeleyorum
- Malmgreniella capensis
- Malmgreniella castanea
- Malmgreniella darbouxi
- Malmgreniella dayi
- Malmgreniella dicirra
- Malmgreniella fimbria
- Malmgreniella glabra
- Malmgreniella hendleri
- Malmgreniella inhacaensis
- Malmgreniella liei
- Malmgreniella lilianae
- Malmgreniella ljungmani
- Malmgreniella lunulata
- Malmgreniella maccraryae
- Malmgreniella macginitiei
- Malmgreniella marphysae
- Malmgreniella mcintoshi
- Malmgreniella murrayensis
- Malmgreniella nigralba
- Malmgreniella panamensis
- Malmgreniella pettiti
- Malmgreniella phillipensis
- Malmgreniella pierceae
- Malmgreniella polypapillata
- Malmgreniella puntotorensis
- Malmgreniella sanpedroensis
- Malmgreniella scriptoria
- Malmgreniella taylori